# Ревель (линейный корабль, 1735)
«Ревель» — парусный линейный корабль Балтийского флота Российской империи, один из кораблей типа «Слава России», участник русско-шведской войны 1741—1743 годов.

## Описание судна
Представитель серии парусных двухдечных линейных кораблей типа «Слава России». Эта серия кораблей была самой многочисленной и одной из самых удачных серий линейных кораблей Российского императорского флота. Корабли серии строились с 1733 по 1774 год на верфях Санкт-Петербурга и Архангельска и принимали участие во всех плаваниях и боевых действиях российского флота в период с 1734 по 1790 год. Всего в рамках серии было построено 58 линейных кораблей. Все корабли этой серии обладали высокими мореходными качествами, хорошей маневренностью и остойчивостью.
Водоизмещение корабля составляло 1200 тонн, длина по сведениям из различных источников от 46,5 до 47,4 метра, ширина от 12,3 до 12,65 метра, а осадка от 5,4 до 5,48 метра. Вооружение судна составляли 66 орудий, включавшие двадцатичетырёх-, двенадцати- и шестифунтовые пушки, а экипаж состоял из 600 человек. Скорость судна при свежем ветре могла достигать восьми узлов.

## История службы
Линейный корабль «Ревель» был заложен в Санкт-Петербургском адмиралтействе 12 (23) февраля 1733 года и после спуска на воду 28 июня (9 июля) 1735 года вошёл в состав Балтийского флота России. Строительство вёл корабельный мастер в ранге капитана 1-го ранга Роберт Девенпорт.
В июле и августе 1735 года в составе отряда кораблей Балтийского флота под общим командованием адмирала Т. Гордона выходил в практическое плавание в Финский залив до Красной Горки. Плавание проводилось для испытания новопостроенных кораблей Балтийского флота. В 1738 году находился в Кронштадте на ремонте.
Принимал участие в русско-шведской войне 1741—1743 годов. Во время кампании 1741 года с июня по сентябрь находился в составе эскадры, стоявшей на Кронштадтском рейде, и использовался для обучения экипажа. В кампанию 1742 года с июня по октябрь в составе эскадры находился в крейсерском плавании в Финском заливе. Активных боевых действий суда эскадры не вели и на зимовку вернулись в Кронштадт. В 1743 году с мая по сентябрь в составе эскадры адмирала графа Н. Ф. Головина вновь принимал участие в крейсерском плавании для наблюдения за неприятельским флотом в Финском заливе до острова Готланд, а также в перестрелках с кораблями шведского флота у Гангута 7 (18) и 8 (19) июня.
С 1744 по 1746 год в составе эскадр кораблей Балтийского флота выходил в практические плавания в Финский залив. В 1744 году также принимал участие в крейсерском плавании в районе Красной Горки, в 1746 году — в плавании флота до Рогервика, а 22 июля (2 августа) и 23 июля (3 августа) того же года ещё и в показательных учениях у Ревеля. 14 (25) августа 1746 года во время маневров столкнулся с линейным кораблём «Счастие». Во время столкновения на «Ревеле» была повреждена корма, а на втором корабле — крамбол.
По окончании службы в 1752 году корабль «Ревель» был разобран в Кронштадте.

## Командиры корабля
Командирами линейного корабля «Ревель» в звании капитана полковничьего ранга в разное время служили:
- В. Ф. Люис (1736 год)[13];
- Т. Стокс (1741 год)[комм. 5][14];
- И. Г. Черевин (1741—1742 год)[15];
- А. И. Полянский (1743—1746 годы)[16].

### Комментарии
1. ↑  Также в серию входили два корабля «Северный Орёл» 1735 и 1763 годов постройки, два корабля «Ингерманланд» 1735 и 1752 годов постройки, два корабля «Святой Пётр» 1741 (до 6 (17) декабря 1741 года назвался «Иоанн») и 1760 годов постройки, два корабля «Полтава» 1743 и 1754 годов постройки, два корабля «Святой Александр Невский» 1749 и 1762 годов постройки, два корабля «Москва» 1750 и 1760 годов постройки, корабль «Ревель» 1756 года постройки, корабли «Слава России» (головной корабль серии), «Основание Благополучия», «Леферм», «Счастие» (до 6 (17) декабря 1741 года назвался «Генералиссимус Российский»), «Благополучие» (до 6 (17) декабря 1741 года назвался «Правительница Российская»), «Екатерина», «Фридемакер», «Лесное», «Архангел Рафаил», «Святая великомученица Варвара», «Святой Сергий», «Святой Иоанн Златоуст» (В 1751 году был переименован в «Святой Иоанн Златоуст второй» в связи с постройкой одноимённого 80-пушечного корабля), «Архангел Гавриил», «Архангел Уриил», «Наталия», «Астрахань», «Рафаил», «Святой Иаков», «Не тронь меня», «Евстафий Плакида», «Святой Иануарий», «Саратов», «Тверь», «Трёх Иерархов», «Трёх святителей», «Европа», «Всеволод», «Ростислав», «Святой Георгий Победоносец», «Граф Орлов», «Память Евстафия», «Победа», «Виктор», «Вячеслав», «Дмитрий Донской», «Мироносиц», «Святой князь Владимир», «Александр Невский», «Борис и Глеб», «Преслава», «Дерись», «Ингерманландия», «Спиридон» и один корабль без названия 1758 года постройки.
2. ↑  155 футов 6 дюймов.
3. ↑  41 фут 6 дюймов.
4. ↑  18 футов.
5. ↑  Настоящее имя Thom Stokes, в русской транслитерации также использовалось имя Штокс.